# Kevin Berlín Reyes
Kevin Berlín Reyes (Veracruz, 25 aprile 2001) è un tuffatore messicano.

## Biografia
Ha rappresentato la nazionale del suo Paese ai campionati mondiali di nuoto di Budapest 2017, gareggiando nel concorso della piattaforma 10 metri sincro maschile, in squadra con José Balleza Isaias, dove ha ottenuto il sesto posto in classifica nel turno preliminare ed il decimo in finale.
Ai campionati mondiali di nuoto di Gwangju 2019, ha concluso settimo nel sincro 10 metri, in coppia con Iván García.

## Palmarès
- Mondiali

Fukuoka 2023: bronzo nel sincro 10 m.
Doha 2024: bronzo nel sincro 10m misto.
- Giochi panamericani

Lima 2019: oro nella piattaforma 10 m e nel sincro 10 m.
Santiago del Cile 2023: oro nel sincro 10m.